# Ogród zoologiczny w Indianapolis
 Ogród zoologiczny w Indianapolis – ogród zoologiczny założony w 1964 roku w mieście Indianapolis w stanie Indiana. Ogród ma powierzchnię 26 ha, zamieszkuje go 3 800 zwierząt z 320 gatunków.